# Cassiopea (zoologia)
Cassiopea Péron & Lesueur, 1809 è un genere di meduse, unico genere appartenente alla famiglia Cassiopeidae.
Questi animali, differentemente dalle meduse più note, vivono adagiate sul fondale marino con la bocca e i tentacoli rivolti verso l'alto. In questo modo le alghe simbionti che vivono nei tessuti dei tentacoli, sono esposti alla luce e possono compiere la fotosintesi.

## Tassonomia
Il genere raggruppa le seguenti specie:
- Cassiopea andromeda (Forsskål, 1775)
- Cassiopea depressa Haeckel, 1880
- Cassiopea frondosa (Pallas, 1774)
- Cassiopea maremetens Gershwin, Zeidler & Davie, 2010
- Cassiopea medusa Light, 1914
- Cassiopea mertensi Brandt, 1838
- Cassiopea ndrosia Agassiz & Mayer, 1899
- Cassiopea ornata Haeckel, 1880